# Zeilenumbruch
Der Begriff Zeilenumbruch stammt aus der elektronischen Textverarbeitung und gibt an, an welcher Stelle ein Text von einer Zeile in die nächste übergehen soll. Häufig spricht man nur kurz vom Umbruch.

## Allgemeines
Auf einer Schreibmaschine wird der Zeilenumbruch explizit durch Betätigen einer Taste oder eines Hebels durchgeführt. Dabei werden zwei Funktionen ausgeführt:
- Wagenrücklauf – Positionierung der Schreibstelle zum Zeilenanfang (ganz links).
- Zeilenvorschub – Positionierung der Schreibstelle um eine Zeile nach unten.

Bei der Einführung der Fernschreiber wurden verschiedene Steuerzeichen (Codierungen elektrischer Signale) eingeführt, um die Zeilenumbruchfunktion einer Schreibmaschine darzustellen. Diese sind dann auch, durch ihre Verwendung als erste Ausgabegeräte der Informatik, von der Fernmeldetechnik in die elektronische Datenverarbeitung übernommen worden.
Reine Textdateien auf dem Computer ähneln in ihrer Darstellung am Bildschirm anfangs einem auf einer Schreibmaschine geschriebenen Text, die Steuerzeichen sind für den Benutzer im Allgemeinen unsichtbar. Mit dem Scrollbalken geht der Zusammenhang zwischen Bildschirmbreite und Zeilenlänge verloren, mit den Proportionalschriften der zwischen Zeichenanzahl und Zeilenlänge. Ausführliche Funktionen haben die Zeichen für den Zeilenumbruch dann erst in der Textauszeichnung (Rich-Text-Format und ähnliches) bekommen.
Weil die Steuerzeichen noch in den Anfangsphasen der Computertechnik spezifiziert wurden, sind sie mit ihrer Funktionsänderung bis heute eine der großen Inkompatibilitäten zwischen verschiedenen Betriebssystem- und Anwendungssoftwaresystemen.

### Textverarbeitung: neuer Absatz, neue Zeile, harter und weicher Zeilenumbruch
Unterschieden wird in der Textformatierung der Textverarbeitungssysteme zwischen einem Absatzwechsel und einem Zeilenwechsel, sowie zwischen hartem (manuellem) und weichem (automatischem) Zeilenumbruch. Die nachfolgend genannten Eingabemethoden und Steuerzeichen entsprechen den Konventionen verbreiteter Textverarbeitungsprogramme; abweichende Bedienung und Darstellung je nach System sind jedoch möglich.
1. Ein Absatzwechsel (neuer Absatz) wird auch heute noch von vielen Anwendern als Zeilenumbruch verwendet. Die Eingabe erfolgt mit der Taste Enter/↵, zur Bildschirmdarstellung des Steuerzeichens wird häufig «¶» (Absatzmarke, englisch Pilcrow) verwendet. Bei aktuellen Textverarbeitungssystemen sollte diese Taste nur verwendet werden, wenn zusätzlich zum Zeilenumbruch auch eine geänderte Absatzformatierung (z. B. durch Wechsel der Formatierungsvorlage), die automatische Einfügung eines Leerraums oder die Ausführung anderer Rich-Text-Formatierungen gewünscht ist. Lediglich in Systemen ohne diese Fähigkeiten (reine Texteditoren, plaintext) sollte die Eingabetaste zum einfachen Abschluss einer Zeile verwendet werden. HTML-Tags für Anfang und Ende eines Absatzes sind <p> und </p> für paragraph.
2. Ein einfacher Zeilenumbruch (neue Zeile) dient dazu, eine neue Zeile zu beginnen, ohne die aktuelle Absatzformatierung zu unterbrechen, oder um Zeilenumbrüche in Tabellen zu erzeugen (wo eine Zelle durch die Absatzmarke abgeschlossen werden würde). Das Steuerzeichen ist «↵», die Eingabe erfolgt je nach System mit  ⇧ Shift+↵ Enter oder  Strg+↵ Enter. Er wird ebenfalls in der Datei gespeichert. Das HTML-Tag ist <br>  für (line) break.[1]
3. Ein harter Zeilenumbruch (englisch hard break) wird – soweit die Software Texte noch als Zeichenstrom abspeichert – am Ende der Vorzeile bzw. des vorigen Absatzes als Steuerzeichen „hart“ in die bearbeitete Datei geschrieben (wie unter Punkt 1. und 2. erläutert).
4. Ein weicher Zeilenumbruch (automatischer Zeilenumbruch, englisch soft break) wird dagegen beim Darstellen des Textes durch die Software automatisch erzeugt und nicht in die Datei eingefügt. Die Software kann beim Überschreiten einer bestimmten Zeilenlänge, insbesondere aber der Fensterbreite das aktuelle Wort automatisch an den Anfang einer neuen Zeile platzieren (Word Wrap). So kann der Text komplett angezeigt werden, ohne dass der Benutzer horizontal scrollen muss. Der weiche Zeilenumbruch wird (je nach System) meist nicht in der Datei gespeichert. Der Benutzer wird von der Notwendigkeit befreit, die Zeilen manuell umbrechen zu müssen. Viele moderne Texteditoren besitzen eine Zeilenumbruchsfunktion, die den Absatz automatisch neu umbricht, wenn Wörter zusätzlich eingefügt oder entfernt werden. In der Webtypografie (HTML-Dokumente) ist dies standardmäßig voreingestellt.
5. Viele Programme bieten die Möglichkeit, geschützte Leerzeichen oder fakultative Trennstriche einzugeben, an denen kein automatischer Umbruch durchgeführt werden darf bzw. eine Worttrennung bevorzugt durchgeführt werden soll („weiches Trennzeichen“, d. h. der bedingte Trennstrich) (wenn z. B. die Worttrennung im integrierten Wörterbuch fehlt). In HTML existieren hierzu Formatierungsanweisungen (wie etwa <pre>) oder die Anweisung kein automatischer Zeilenumbruch in der Absatzformatierung (in CSS white-space:nowrap; früher auch mit dem nicht standardisierten HTML-Tag <nobr>).

Weitere Umbruchsituationen der Zeile ergeben sich sowohl beim Seitenwechsel (Ganzseitenumbruch) als auch beim Spaltensatz (Spaltenumbruch).
Im Druckwesen wird das Umbrechen der Zeilen unter Berücksichtigung von Spalten und Seiten sowie um Bildelemente, Grafiken und Ähnliches Mettage genannt. In der elektronischen Datenverarbeitung übernimmt dies die Textverarbeitungssoftware. Je leistungsfähiger letztere ist, desto schöner und lesbarer ist das Umbruchsbild.

## Codierung des Zeilenumbruchs

### ASCII und EBCDIC

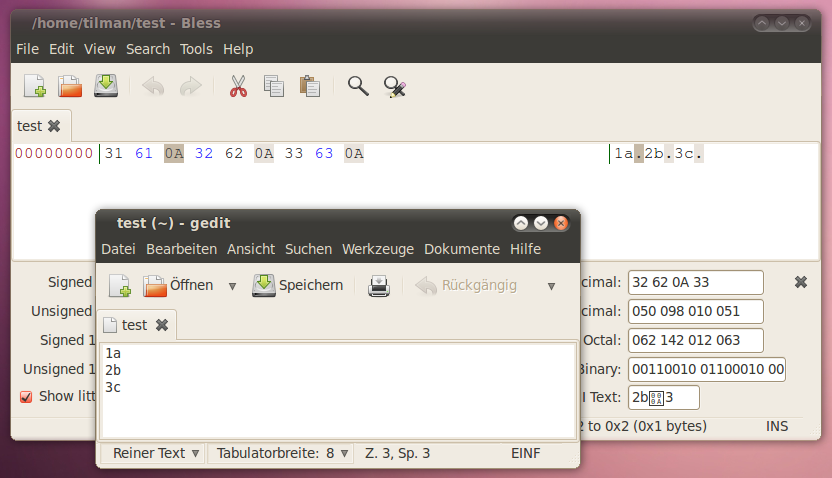
Mit gedit unter Linux erstellte Textdatei in einem Hex-Editor.
Außer den Textobjekten sieht man nur die als 0A codierten Zeilenvorschübe.

Bei der Entwicklung des ASCII-Zeichensatzes wurden zwei Zeichen reserviert:
- Das Steuerzeichen für den Zeilenvorschub (englisch line feed, kurz LF) ist als ASCII-Zeichen 10 (hexadezimal 0A) kodiert. Manche Systeme erlauben es, das LF-Zeichen mit der Tastenkombination Strg+J einzugeben.
- Das Steuerzeichen für den Wagenrücklauf (englisch carriage return, kurz CR) ist als ASCII-Zeichen 13 (hexadezimal 0D) kodiert. Manche Systeme erlauben es, das CR-Zeichen mit der Tastenkombination Strg+M einzugeben.

Es existieren verschiedene Standards, um den Zeilenumbruch in einer Textdatei explizit zu kodieren:
| Betriebssystem                                       | Zeichensatz | Abkürzung | Code Hex | Code Dezimal | Escape-Sequenz |
| ---------------------------------------------------- | ----------- | --------- | -------- | ------------ | -------------- |
| Unix (BSD, macOS), Linux (Android), AmigaOS, weitere | ASCII       | LF        | 0A       | 10           | \n             |
| Windows, DOS, OS/2, CP/M, TOS (Atari)                | ASCII       | CR LF     | 0D 0A    | 13 10        | \r\n           |
| Mac OS Classic, Apple II, C64                        | ASCII       | CR        | 0D       | 13           | \r             |
| AIX OS & OS/390                                      | EBCDIC      | NL        | 15       | 21           | \025           |

Auf IBM-Großrechnern ist der Zeilenumbruch in den Dateien kein Steuerzeichen. Vielmehr wird die Zeilenlänge im DCB (Recordformat F oder FB) beziehungsweise in einem Längenfeld am Zeilenanfang (Recordformat V oder VB) gespeichert.
Bei Mac OS X finden sich aufgrund der weitgehenden Kompatibilität zum Vorgänger Mac OS noch einige Textformate, die CR statt LF als Zeilentrenner verwenden. Viele moderne Mac OS X-Programme können daher mit beiden Formaten in Textdateien umgehen. Bei der Verwendung von falsch deklarierten Dateien, die CR LF verwenden, führt dies bei einigen Programmen dazu, dass Zeilenumbrüche doppelt erzeugt werden. Lediglich Dateien, die aus der BSD- bzw. Unix-Welt stammen, sind meist zwingend an LF als Zeilentrenner gebunden.

### Unicode: weitere Zeichen, die Zeilenumbruch markieren
Für Unicode-Texte fordert der Unicode-Standard im Unicode-Zeilenumbruch-Algorithmus von Software, die unicodekonform sein soll, dass neben den oben genannten und in unicodekonformen Zeichenfolgen CR, LF und CR LF folgende weitere Zeichen als Zeilenumbrüche erkannt werden:
| Abkürzung | englische Bezeichnung | deutsche Bezeichnung                                  | Codepoint |
| --------- | --------------------- | ----------------------------------------------------- | --------- |
| FF        | Form Feed             | Seitenvorschub (mit zwangsläufigem Umbruch der Zeile) | U+000C    |
| NEL       | Next Line             | Nächste Zeile                                         | U+0085    |
| LS        | Line Separator        | Zeilentrenner                                         | U+2028    |
| PS        | Paragraph Separator   | Absatztrenner                                         | U+2029    |

### Programmierung: Codierung des Umbruchs
Durch die verschiedenen Konventionen zum Kodieren der Formen des Zeilenumbruchs auf Computersystemen, die bei der Übernahme der Fernschreib-/Schreibmaschinen-Konventionen in die elektronische Textverarbeitung entstanden, treten beim Austausch zwischen unterschiedlichen Systemen Probleme auf.
Bekanntes Beispiel ist die Funktion printf() bzw. fprintf() aus der Standard C Library zum Schreiben in Dateien. Die Escape-Sequenz \n (LF) steht in C für einen Zeilenumbruch. Beim Schreiben in Dateien wird in C zwischen Textmodus und Binärmodus unterschieden. Bei im Textmodus geöffneten Dateien erfolgt eine Übersetzung von \n in die auf dem jeweiligen System üblichen Steuerzeichen für den Zeilenumbruch. Somit erfolgt in unixartigen Betriebssystemen keine Umsetzung, da dort LF bereits für den Zeilenumbruch steht. Dagegen findet unter Windows eine Substitution durch CR LF statt. Die resultierenden Dateien sind folglich nicht identisch. Ist die Datei im Binärmodus geöffnet, erfolgt keine Übersetzung, sondern es wird stets ein LF in die Datei geschrieben.
Bei Java stehen die Zeichenkonstanten (Escape-Sequenzen) \n und \r zur Verfügung; eine Umwandlung erfolgt nicht, stattdessen können mittels gesonderter Funktionen die plattformabhängigen Zeichen für den Zeilenumbruch eingefügt werden. Die neuere printf-Funktion kennt den Formatierungscode %n, um den plattformspezifischen Zeilentrenner auszugeben. Beim Einlesen ist die Java-Bibliothek tolerant und akzeptiert sowohl CR, LF als auch CR LF als Zeilenende für readLine(). Wird eine EBCDIC-Codepage wie Cp500 verwendet, so wird das Byte EBCDIC NEL (0x15) auf LF (U+000A) und nicht etwa NEL (U+0085) abgebildet.
Auch andere Programmiersprachen wie Visual Basic oder Perl stellen ähnliche Funktionalitäten zur Verfügung, um Textdateien korrekt zu verarbeiten.
Zahlreiche Netzwerkprotokolle zur Übertragung von Text, z. B. HTTP, SMTP oder FTP, definieren die Sequenz CR LF für einen Zeilenumbruch. Einige Programme, z. B. Mail Transfer Agents, sind strikt und verweigern sogar die Verarbeitung von Daten mit alleinstehenden LFs („Bare LF“). Andere Protokolle empfehlen jedoch, auch ein einzelnes LF als (ggf. weichen) Umbruch zu interpretieren. In der W3C-Recommendation zu XML ist in Abschnitt 2.11 definiert, wie Zeilenumbrüche zu handhaben sind. In der Version 1.1 sind hier U+0085 und U+2028 hinzugekommen.

### Kennzeichnung nicht angegebener oder unerwünschter Zeilenumbrüche
Ein typografischer Umbruch, der unterdrückt wird, wird etwa in Poesiezitaten bei Zeilenzitation verwendet:

„Ich saz ûf eime steine / und dahte bein mit beine, / dar ûf satzt ich den ellenbogen; […]“

Mit Virgeln werden etwa die Reime markiert, deutlichere Absätze wie Strophen kann man dann mit «//» setzen.
Umgekehrt kann es in der elektronischen Textverarbeitung notwendig sein, einen entstehenden Zeilenumbruch als unerwünscht zu markieren. Das entsteht z. B. in Programmiersprachen, in denen der Umbruch ein Steuerzeichen ist, aber etwa auch bei der Angabe von URLs (Webadressen). Hier verwendet man etwa «_» (underline), «\» (backslash), je nachdem, was im jeweiligen Format nicht als Steuerzeichen anderweitig besetzt ist, oder auch das Zeichen wie «↩» (U+21A9).
Das Zeichen «↩» ist hier eine printtypografische Anweisung „Umbruch ignorieren“ – bei Copy and paste der Textstelle etwa in die Adresszeile eines Browsers wird der Teil nach dem Zeilenumbruch von manchen Programmen ignoriert, andere fügen den Weblink wieder zusammen, dann müsste das Zeichen «↩» manuell entfernt werden – im rein elektronischen Medium ist das Zeichen eher störend.
Beim Korrekturlesen im Druckwesen verwendet man die Korrekturzeichen «» für fehlenden und «» für unerwünschten Absatz (‚Zeilenumbruch einfügen‘, bzw. ‚Zeilenumbruch entfernen‘, also ‚Absatz anhängen‘):